# Zespół preekscytacji
Zespół preekscytacji (ang. Pre-excitation syndrome) – wrodzona choroba serca polegająca na istnieniu w sercu dodatkowej drogi przewodzenia umożliwiającej pobudzenie elektryczne (depolaryzację) części lub całej komory szybciej, niż gdyby bodziec był przewodzony tylko poprzez fizjologiczny układ bodźcoprzewodzący – węzeł przedsionkowo-komorowy, pęczek Hisa i jego odnogi. Istnieją różne typy dróg dodatkowych, łączących różne struktury serca i powodujące powstanie różnych zespołów klinicznych.
| Typ                              | Przewodzenie pobudzenia | odstęp PQ | zespół QRS | fala delta |
| Zespół Wolffa-Parkinsona-White’a | pęczek Kenta            | krótki    | wydłużony  | obecna     |
| Zespół Lowna-Ganonga-Levine’a    | nieswoiste              | krótki    | normalny   | brak       |
| Typ Mahaima                      | włókna Mahaima          | normalny  | wydłużony  | obecna     |

Najczęstszy typ zespołu preekscytacji jest związany z obecnością pęczka Kenta, łączącego przedsionek z komorą. Zespół objawów związanych z obecnością tego typu drogi dodatkowej (częstoskurcz nawrotny przedsionkowo-komorowy) wraz ze specyficznym obrazem elektrokardiograficznym nazywany jest zespołem Wolffa-Parkinsona-White’a (lub zespołem WPW) a nazwa ta często mylnie stosowana jest jako synonim zespołu preekscytacji. Pozostałe typy dróg dodatkowego przewodzenia występują kazuistycznie.